# 小行星2280
小行星2280（2280 Kunikov）是一颗围绕太阳公转的小行星。1971年9月26日，塔瑪拉·斯米爾諾娃在克里米亚发现了此天体。
該小行星以蘇聯海軍軍官凱撒·庫尼科夫命名。
这颗小行星的绝对星等为264.21348等。